# Paraglenea jiangfenglingensis
Paraglenea jiangfenglingensis är en skalbaggsart som beskrevs av Hua 1985. Paraglenea jiangfenglingensis ingår i släktet Paraglenea och familjen långhorningar. Inga underarter finns listade i Catalogue of Life.